# Acanthomunna beddardi
Acanthomunna beddardi är en kräftdjursart som beskrevs av Menzies 1962. Acanthomunna beddardi ingår i släktet Acanthomunna och familjen Dendrotionidae. Inga underarter finns listade i Catalogue of Life.